# Kõrgessaare-Mudaste
Kõrgessaare-Mudaste este o arie protejată (arie specială de conservare — SAC, sit de importanță comunitară — SCI) din Estonia întinsă pe o suprafață de 2.900,1 ha, integral pe uscat.

## Localizare
Centrul sitului Kõrgessaare-Mudaste este situat la coordonatele 59°00′45″N 22°29′45″E / 59.0126°N 22.4959°E.

## Înființare
Situl Kõrgessaare-Mudaste a fost declarat sit de importanță comunitară în aprilie 2004 pentru a proteja 1 specie de plante și 1 specie de animale. Situl a fost protejat și ca arie specială de conservare în aprilie 2009.

## Biodiversitate
Situată în ecoregiunile boreală și marină baltică, aria protejată conține 9 habitate naturale: Lagune de coastă, Golfuri mici largi și golfuri puțin adânci, Insulițe și insule mici din Baltica boreală, Pășuni de coastă din Baltica boreală, Formațiuni de Juniperus communis pe lande sau pajiști calcaroase, Alvar nordic și șisturi calcaroase precambriene, Liziere de ierburi înalte hidrofile de câmpie și de nivel montan până la alpin, Mlaștini alcaline, Pășuni din zone de pădure fino-scandinave.
La baza desemnării sitului se află mai multe specii protejate:
- plante (1): papucul doamnei (Cypripedium calceolus)
- mamifere (1): vidră de râu (Lutra lutra)

Pe lângă speciile protejate, pe teritoriul sitului au mai fost identificate 8 specii de plante.